# VX
VX je bojni strup z molekulsko formulo C11H26NO2PS. V čisti obliki je VX brezbarvna oljnata tekočina brez vonja, ki dobro prodira skozi kožo. Če je uporabljen v obliki tekočine ali aerosolov, se v ugodnih vremenskih razmerah kontaminacija prenese tudi do 50 km od kraja uporabe. Kontaminirana zemlja s tekočim VX je za človeka nevarna več dni in celo tednov. Po svoji toksičnosti je VX daleč najbolj strupen živčni bojni strup. Smrt nastopi v 4 do 10 minutah po izpostavljenosti smrtni koncentraciji.